# Formica annosa
Formica annosa es una especie extinta de hormiga del género Formica, familia Formicidae. Fue descrita científicamente por LaPolla & Greenwalt en 2015.
Habitó en los Estados Unidos. La longitud de las alas anteriores era de 4,22 milímetros.